# Joseph Richard Tanner
Joseph Richard Tanner (* 21. ledna 1950 v Danville, stát Illinois, USA), americký pilot a kosmonaut. Ve vesmíru byl čtyřikrát.

## Život

### Studium a zaměstnání
Absolvoval střední školu v rodném městě Danville a pak pokračoval ve studiu na University of Illinois. Ukončil jej v roce 1973. Pracoval pak jako armádní pilot, resp. instruktor létání do roku 1984, kdy se stejnou profesí odešel k NASA do Houstonu.
V letech 1992 až 1993 prodělal výcvik kosmonautů a poté byl zařazen do oddílu kosmonautů. Zde zůstal do roku 2008. Pak odešel učit na University of Colorado v Boulderu.
Oženil se, jeho manželkou se stala Martha, rozená Currie. Měl přezdívku Joe.

### Lety do vesmíru
Na oběžnou dráhu se v raketoplánech dostal čtyřikrát s funkcí letový specialista a strávil ve vesmíru 43 dní, 13 hodin a 15 minut. Sedmkrát vystoupil do volného vesmíru (EVA), strávil v něm 46 hodin a 29 minut. Byl 319 člověkem ve vesmíru.
- STS-66 Atlantis (3. listopadu 1994 – 14. listopadu 1994)
- STS-82 Discovery (11. února 1997 – 21. února 1997)
- STS-97 Endeavour (1. prosinec 2000 – 11. prosinec 2000)
- STS-115 Atlantis (9. září 2006 – 21. září 2006)